# Frederico V, Eleitor Palatino
Frederico V (em alemão: Friedrich V.; 16 de agosto de 1596 – Mainz, 29 de novembro de 1632) foi eleitor palatino (1610–1623), e, como Frederico I (em tcheco: Fridrich Falcký), rei da Boêmia (1619–1620). Por seu curto reinado na Boêmia foi apelidado de Rei de Inverno (tcheco: Zimní král). Frederico V era filho e herdeiro de Frederico IV e de Luísa Juliana de Orange-Nassau, filha de Guilherme I de Orange e Carlota de Bourbon.

## Biografia
Nascido em um Jagdschloss (castelo de caça) de Deinschwang, próximo a Amberg, no Alto Palatinado, Frederico V sucedeu seu pai como Eleitor do Palatinato no Sacro Império Romano-Germânico em 1610. Em 1619, os estados protestantes da Boêmia se rebelaram contra o imperador Fernando II, o católico , e ofereceram a coroa da Boêmia a Frederico V, por ele ser um membro influente da União Protestante, uma organização fundada por seu pai para a proteção do protestantismo no império.
Frederico logo aceitou a coroa, mas seus aliados da União Protestante fracassaram em ajudá-lo militarmente. Seu breve reinado como Rei da Boêmia terminou com sua derrota na Batalha da Montanha Branca em 8 de novembro de 1620, um ano e quatro dias após sua coroação. Isto lhe rendeu o apelido de o Rei de Inverno. Após esta batalha, as forças imperiais invadiram as terras do Palatinado de Frederico e ele teve que se refugiar na Holanda. Uma ordem imperial formalmente o retirou do Palatinado em 1623. Ele viveu o restante de sua vida em exílio com sua esposa e família, a maior parte do tempo em Haia, antes de sua morte em Mogúncia em 1632.

## Família
Frederico V casou-se com Isabel Stuart, filha de Jaime VI da Escócia e I de Inglaterra e Ana da Dinamarca na capela real do Palácio de Whitehall em 4 de fevereiro de 1613 e tiveram os seguintes filhos:
1. Frederico Henrique (1614–1629)—(afogado)
2. Carlos I Luis, Eleitor Palatino (1617–1680)
3. Elisabete do Palatinado (1618–1680), princesa-Abadessa de Hertford
4. Ruperto do Reno (1619–1682) grande reputação na Guerra Civil Inglesa
5. Maurício (1620–1652) também serviu da Guerra Civil Inglesa.
6. Luísa Holandina (1622–1709)
7. Luís (1624–1625)
8. Edurdo (1625–166])
9. Henriqueta Maria (1626–1651)
10. João Filipe Frederico (1627–1650)
11. Carlota (1628–1631)
12. Sofia, Eleitora de Hanôver (1630–1714) herdeira da Inglaterra pelo Act of Settlement de 1701
13. Gustav Adolf (1632–1641)